# Crepidula convexa
Crepidula convexa is een slakkensoort uit de familie van de Calyptraeidae. De wetenschappelijke naam van de soort is voor het eerst geldig gepubliceerd in 1822 door Say.

## Beschrijving
De schaal van de Crepidula convexa kan worden omschreven als een ovale vorm. Dit komt vooral omdat de schaal moet voldoen aan de behoeften van zijn omgeving. Ze variëren afhankelijk van de exacte locatie waarin ze zich in zeegras of in de rotsen bevinden. Die in zeegras zijn vaak kleiner en hebben een steilere boog dan hun tegenhangers in rotsachtige gebieden. De slak varieert in cacaotinten, vaak met vlekken of strepen op de schaal. Zelden hebben sommige paarse tinten in de buurt van de top. De plank is vlak of licht convex en de linkerkant strekt zich verder naar voren uit dan de rechterkant. De typische maximale Crepidula convexa zal tot 20 mm lang worden. 

## Verspreiding
Crepidula convexa is een kleine zeeslakachtige zeeslak. Het is inheems aan de oostkust van Noord-Amerika, van New England tot Georgia. Beschrijving uit verder naar het zuiden verwijzen naar een soort van broer of zus, C. ustulatulina. Het is geïntroduceerd in Californië, Washington en Brits-Columbia. De meest waarschijnlijke bron van transport is via oesters (Crassostrea virginica). Het kan groeien op een verscheidenheid aan substraten, waaronder rots, hout, zeegrasbladen, schelpen van dode of levende weekdieren en schelpen die worden bewoond door heremietkreeften. Geografisch zijn ze te vinden in de lage intergetijdengebied (5 tot 10 meter) en tot ongeveer 200 meter diep in de ondiepe subtidale zone.